# From the Yellow Room
From the Yellow Room là album phòng thu thứ ba của nghệ sĩ piano người Hàn Quốc Yiruma. Album chứa một trong những nhạc phẩm nổi tiếng nhất của anh, "Kiss the Rain".

## Danh sách bài hát
| STT | Nhan đề                       | Thời lượng |
| --- | ----------------------------- | ---------- |
| 1.  | "The Scenery Begins"          | 4:07       |
| 2.  | "Chaconne"                    | 3:47       |
| 3.  | "Yellow Room"                 | 3:41       |
| 4.  | "Indigo"                      | 3:01       |
| 5.  | "Kiss the Rain"               | 4:16       |
| 6.  | "The Day After"               | 3:44       |
| 7.  | "Sometimes...Someone"         | 4:17       |
| 8.  | "Falling"                     | 3:32       |
| 9.  | "The Moment"                  | 4:04       |
| 10. | "27. May"                     | 3:35       |
| 11. | "With the Wind"               | 3:55       |
| 12. | "Indigo 2 (cùng với ghita)"   | 3:48       |
| 13. | "Chaconne 2 (cùng với ghita)" | 3:39       |
| 14. | "..."                         | 2:42       |